# Лондонская мирная конференция (1912—1913)
Ло́ндонская ми́рная конфере́нция — мирная конференция 1912 года в Лондоне, на которой Болгария, Сербия, Черногория и Греция (Балканский союз) с одной стороны и Османская империя с другой вели переговоры о завершении Первой Балканской войны. Конференции предшествовали череда поражений турецких армий и наступление войск Балканского союза. Непосредственным поводом к мирным переговорам послужили затянувшиеся бои под Чаталджой, Эдирне и Шкодером. Силы противников были равны, и продолжать военные действия было сложно.
Перед тем, как начать мирные переговоры, 21 ноября (4 декабря) 1912 года было подписано Чаталджинское перемирие. Согласно ему:
1. Войска обеих воюющих сторон остаются на позициях, на которых они находились до подписания договора
2. В осаждённые турецкие города не будут поступать провизия, боеприпасы, гуманитарная помощь и др.
3. Силы Балканского союза, находящиеся на фронте, могут снабжаться всем необходимым по контролируемым ими путям сообщения и по Чёрному морю, где находился турецкий флот
4. 30 ноября (13 декабря) 1912[1] года в Лондоне должны начаться мирные переговоры

Перемирие не подписала только Греция, флот которой блокировал все турецкие портовые города в Эгейском море. Греческие власти опасались того, что при снятии блокады турецкий флот сможет доставить в Македонию турецкие войска. Несмотря на то, что Греция не присоединилась к Чаталджинскому мирному договору, её делегация явилась в Лондон для проведения переговоров.
На конференции в Лондоне турецкой стороне были предложены неудовлетворительные условия мира. Осман Низами-паша по этому поводу заявил: «Мы приехали не подписывать мир, а доказывать, что Турция достаточно сильна, чтобы продолжать войну». Переговоры с несогласной турецкой стороной затянулись до января 1913 года. В связи с затянувшимися переговорами великие державы подписали коллективное обращение к Турции, в котором призвали её подписать мирный договор. В Турции 9 (22) января 1913 был созван специальный совет, где обсуждалось обращение великих держав и возможное заключение мирного договора.
Обсуждение договора было сорвано 10 (23) января 1913 младотурецким государственным переворотом. Новая власть во главе с Энвер-пашой остановила переговоры. Мирная конференция была сорвана, и 21 января (3 февраля) 1913 года война возобновилась.